# Національне агентство геопросторової розвідки
Національне агентство геопросторової розвідки (англ. National Geospatial-Intelligence Agency, NGA) — структурний підрозділ, агентство бойової підтримки Міністерства оборони США, основним призначенням якого є збір, аналіз і розповсюдження даних геопросторової розвідки (GEOINT) в інтересах національної безпеки. З 1996 до 2003 року було відоме як Національне агентство зображень і карт (NIMA). Агентство є членом розвідувального співтовариства США.
Штаб-квартира NGA, також знана як «Кампус НГА-Схід» (англ. NGA Campus East) або NCE, розташована в районі армійської військової бази Форт Белвуар, у Спрінгфілді, штат Вірджинія. Агентство також керує основними об'єктами в районі Сент-Луїса, штат Міссурі, що іменуються «Кампус НГА-Захід» (англ. NGA Campus West) або NCW), а також офісами підтримки та зв'язку по всьому світу. Штаб-квартира NGA займає 210 000 м2 і є третьою за величиною урядовою будівлею у Вашингтонській агломерації після Пентагону та будинку Рональда Рейгана.
Зокрема використання геопросторових даних у військових і розвідувальних цілях США, NGA надає фахову допомогу під час природних і техногенних катастроф, допомагає в плануванні заходів безпеки для великих подій, таких як Олімпійські ігри, поширює інформацію про безпеку на морі і збирає дані про зміну клімату.
Восьмим і поточним директором агентства є віцеадмірал Френк Д. Вітворт III.

## Відомі заслуги агентства
- Рейд на територію Осами бен Ладена: NGA допомогла Міністерству оборони та розвідувальному співтовариству США визначити територію в Абботтабаді, Пакистан, де кілька років переховувався Осама бен Ладен, і спланувати рейд, у результаті якого він був ліквідований.
- Наслідки 11 вересня: після терактів 11 вересня 2001 р. NIMA співпрацювала з Геологічною службою США, щоб обстежити територію Всесвітнього торгового центру та визначити масштаби руйнувань.
- Інвестиції в Keyhole: NGA внесла приблизно 25 % фінансування In-Q-Tel Keyhole Inc., чиє програмне забезпечення для перегляду Землі з часом стало Google Earth.
- Ураган «Катріна»: NGA підтримала зусилля з надання допомоги постраждалим від урагану «Катріна», надавши Федеральному агентству з надзвичайних ситуацій (FEMA) та іншим державним установам геопросторову інформацію про постраждалі райони на основі зображень із комерційних і урядових супутників США, а також з бортових платформ. Веб-сайт NGA Earth є центральним джерелом цих зусиль.
- Партнерство з Microsoft: Microsoft Corp. і NGA підписали лист про взаєморозуміння щодо вдосконалення дизайну та доставки додатків геопросторової інформації клієнтам. NGA продовжуватиме використовувати платформу Microsoft Virtual Earth (як це було для надання допомоги «Катріні») для надання геопросторової підтримки для гуманітарних, миротворчих та національної безпеки. Віртуальна Земля — це набір онлайнових картографічних і пошукових служб, які надають зображення через API.
- Google і GeoEye: у 2008 році NGA співпрацювала з Google і GeoEye. Google буде дозволено використовувати шпигунські супутникові зображення GeoEye зі зниженою роздільною здатністю для Google Earth.
- Програмне забезпечення з відкритим кодом на GitHub: у квітні 2014 року NGA стало першим розвідувальним агентством, яке розмістило програмне забезпечення з відкритим кодом на GitHub. Директор NGA Летіція Лонг розповідає про ініціативу NGA GitHub і першу пропозицію, GeoQ, на симпозіумі GEOINT. Її коментарі починаються на 40 хвилині 40 секунді її виступу на конференції GEOINT 2014. Пакети програмного забезпечення з відкритим кодом NGA під обліковим записом GitHub.
- Після створення в 2019 році Космічних сил США NGA почала співпрацювати з USSF «для надання геопросторової інформації для підтримки та визначення майбутніх потреб служби», створивши нову групу підтримки (NST) у штаб-квартирі USSF.